# تركي فيصل الرشيد
تركي فيصل الرشيد (ولد: 5 أغسطس 1954، مكة المكرمة - )؛ رجل أعمال سعودي.

## الولادة والنشأة
وُلِدَ في مكة المكرمة في 5 أغسطس 1954، والدته الشيخه منيرة بنت غازي الرويحلي، درس الابتدائية والمتوسط والثانوي في معهد العاصمة النموذجي.

## المؤهلات
- دكتوراه من كلية إدارة الأعمال في جامعة جون موريس ليفربول في بريطانيا. وأطروحته كانت بعنوان: «إستراتيجية التنمية الزراعية لتعزيز الأمن الغذائي، التخفيف من حدة الفقر، تعزيز النمو الاقتصادي، تجربة المملكة العربية السعودية».
- ماجستير إدارة الأعمال للمدراء التنفيذيين من كلية الإدارة الصناعية في جامعة الملك فهد للبترول والمعادن 2002.
- شهادة البكالوريوس من كلية الهندسة تخصص هندسة زراعية جامعة أريزونا، الولايات المتحدة، وقد تخرج في عام 1980.

## العمل التجاري
بدأ العمل التجاري فور عودنه من الولايات المتحدة الأمريكية وأسس شركة الأعشاب الذهبية الوحيدة بالمملكة العربية السعودية التي أنتجت الأنواع المتعددة للفول السوداني مثل الفرجينيا والرنر والفالنسيا.[بحاجة لمصدر] وقد تم تصدير المنتج من الفول السوداني إلى دول أوربية وعربية، والمملكة المتحدة والولايات المتحدة وحتى إلى أستراليا.[بحاجة لمصدر] وقد تم تصنيف شركة الأعشاب الذهبية ضمن أكبر 100 شركة تصدير سعودية منذ عام 1995 وحتى عام 2001.[بحاجة لمصدر]
ولم تقتصر الزراعة على الفول السوداني فقط بل سبق ذلك وتلاه زراعة محاصيل متنوعة ومتعددة.[من؟] وكان للنشاط التجاري دور كبير في زيادة حجم أعمال الشركة وسبب رئيسي لتصنيفها ضمن أكبر 100 شركة سعودية منذ عام 1997 م إلى عام 1998 م ومن عام 2000 م إلى عام 2011 م.[بحاجة لمصدر]

## العمل الأكاديمي
أستاذ زائر في كلية الزراعة وعلوم الحياة، قسم الهندسة الزراعية والنظم البيولوجية في جامعة أريزونا.[بحاجة لمصدر]

## المؤلفات
- كتاب الطبعة الأولى: الكتاب يمثل دراسة نقدية للواقع الاجتماعي ولقضايا حيوية في السعودية، إذ يطرح ما يراه علاجًا لهذه القضايا.[بحاجة لمصدر]
- كتاب ما كتبت هذا الكتاب: وجهة نظر في قضايا ملحة، قُدمت في صورة مجموعة من المقالات عن مشكلات مجتمعية وتُعنى بمعالجتها.[بحاجة لمصدر]
- كتاب استراتيجيات التنمية الزراعية التجربة السعودية: دور الزراعة في تدعيم الأمن الغذائي، التخفيف من الفقر ودعم النمو الاقتصادي. صدر عن مركز دراسات الوحدة العربية.[بحاجة لمصدر]
- كتاب تحديات التنمية المستدامة في دول مجلس التعاون الخليجي.[بحاجة لمصدر]
- ما بعد الثورات العربية: الربيع العربي ومخاض التحول الديمقراطي صدر عن دار بيسان للنشر والتوزيع والإعلام.[بحاجة لمصدر]
- قدرات الإدارة الاستراتيجية في القطاع العام بدول مجلس التعاون الخليجي،: كتاب بحثي أكاديمي باللغة الإنجليزية صدر عن شركة رودليج.[بحاجة لمصدر]

## جوائز وتكريمات
- 2005: احتفلت كلية الإدارة الصناعية بجامعة الملك فهد للبترول والمعادن بالذكرى السنوية الثلاثين لها من الفترة ما بين عام 1975 إلى عام 2005. واختارت الكلية من بين خريجيها قائمة بأبرز الخريجين، وكان من بينهم تركي فيصل الرشيد والذي تخرج من الكلية في عام 2004 بدرجة ماجستير في إدارة الأعمال.[3]
- 2014: اختارت جامعة أريزونا توسان تركي فيصل الرشيد واحدًا من أبرز الخريجين (بالإنجليزية: ALUMNI ACHIEVEMENT AWARD) وتم تكريمه في حفل الدفعة الـ150 لعام 2014. من بين إجمالي المتخرجين الأحياء البالغ عددهم 262 ألف متخرج من الجامعة. وقد تخرج منها في عام 1980.[4]

## وصلات خارجية
- الموقع الرسمي لشركة الأعشاب الذهبية